# كيتا (أوساكا)
حي كيتا (باليابانية: 北区) هو أحد الأحياء الـ 24 التي تشكل مدينة أوساكا. وهو جزء من الأحياء الستة في وسط أوساكا، ويشكل مع حي تشوو المجاور منطقة الأعمال المركزية لمدينة أوساكا ومنطقة أوساكا الحضرية. وهو موقع قاعة مدينة أوساكا.

## وصف
يُعد حي كيتا موطنًا للعديد من المراكز الاقتصادية والثقافية في أوساكا مثل أوميدا وكيتاشينتشي وناكانوشيما ودوجيما وتينما، ويعد مع حي تشوو ونيشي المجاورين قلب مدينة أوساكا. يُطلق على وسط المدينة والمنطقة الترفيهية الواسعة المتمركزة حول أوميدا وكيتاشينشي اسم كيتا، وهي إحدى المناطق التجارية الرئيسية في أوساكا، وتنافس مينامي المتمركزة حول نامبا وشينسايباشي. يتدفق نهر يودو عبر الطرف الشمالي، ويتدفق نهر أوكاوا عبر الطرف الشرقي، ويتدفق نهر توسابوري عبر الطرف الجنوبي.

## انظر ايضاً
- حريق مبنى أوساكا 2021